# UFC on ESPN: Tybura vs. Spivac 2
UFC on ESPN: Tybura vs. Spivac 2 (también conocido como UFC on ESPN 61 y UFC Vegas 95) fue un evento de artes marciales mixtas producido por Ultimate Fighting Championship llevado a cabo el 10 de agosto de 2024 en las instalaciones de UFC Apex, en Enterprise, Nevada, parte del Área Metropolitana de Las Vegas, Estados Unidos.

## Historia
Una revancha de peso pesado entre Marcin Tybura y Sergey Spivak encabezó el evento. El par previamente se enfrentó en febrero de 2020, en UFC Fight Night 169, donde Tybura ganó por decisión unánime.

## Bonificaciones
Los siguientes peleadores recibieron bonos de $50.000.
- Pelea de la Noche: No se otorgaron bonos
- Actuación de la Noche: Serghei Spivac, Toshiomi Kazama y Youssef Zalal